# Гранвил
Вижте пояснителната страница за други значения на Гранвил.
Гранвѝл (на френски: Granville, [ɡʁɑ̃vil],  ) е град в северозападна Франция, част от департамента Манш на регион Нормандия. Населението му е около 12 600 души (2018).
Разположен е на 1 метър надморска височина в подножието на Армориканските възвишения, на брега на залива Сен Мало и на 97 километра западно от Кан. Селището е основано през XI век от васал на Уилям Завоевателя, по-късно е корсарско и риболовно пристанище, а през XIX век става известен морски курорт.

## Известни личности
Родени в Гранвил
- Кристиан Диор (1905 – 1957), моден дизайнер